# Aleksandr Nevskiy
Die Aleksandr Nevskiy (russisch Александр Невский, dt. Transkription: Alexander Newski) ist ein Flusskreuzfahrtschiff, das im Jahre 1957 in der DDR auf der VEB Mathias-Thesen-Werft Wismar in Wismar als erstes Schiff der Serie II gebaut wurde und zur Rodina-Klasse (Projekt 588) gehört. Es trägt den Namen des russischen Großfürsten Alexander Jaroslawitsch Newski. Die deutsche Bezeichnung lautet BiFa Typ A (Binnenfahrgastschiff Typ A).

## Beschreibung
Das Flusskreuzfahrtschiff mit drei Passagierdecks wurde 1957 in der DDR für die Sowjetunion gebaut. Es gehört zu einer von 1954 bis 1961 hergestellten Baureihe von 49 Schiffen der Rodina-Klasse, die in zwei voneinander abweichenden Serien vom Stapel liefen. Die erste Serie von 11 Schiffen der Tschkalow-Klasse und seit 1957 die zweite Serie von 38 Schiffen der Kosmonaut-Gagarin-Klasse.
Das Schiff verfügt über einen dieselelektrischen Antrieb mit drei Hauptmotoren. Das Schiff wird vom Unternehmen OOO Kruis auf den Strecken Wolgograd – Astrachan – Wolgograd, Wolgograd – Saratow – Wolgograd, Wolgograd – Kasan – Wolgograd, Wolgograd – Moskau – Wolgograd, Wolgograd – Saratow – Samara – Wolgograd und Kamyschin – Saratow – Kamyschin eingesetzt. Es gibt ein Restaurant für 70 Personen und eine Bar für 20 Personen auf dem Schiff.